# Раздерина
Раздерина (лат. vulnus lacerum) или лацерација је механичка повреда, врста ране настала у контакту са тупим предметима (пљоснатог, обличастог или бридастог облика) или при паду или судару, неправилних је ивица и често са знацима нечистоће и инфекције.

## Механизам настанка
Раздерина настаје дејством тупине механичког оруђа на површину коже и производи отвор обично неправилног облика, са нагњечењем поткожног масног ткива или његовим разарањем.
Раздерне ране могу настати на три начина; 
- ударом,
- падом и
- сударом.

## Карактеристике раздерине
Величина и облик раздерине зависи од брзине, тежине и обимности (величине) механичког оруђа. Ивице, отвора раздерине, најчешће зјапе, неравне су, најчешће нагњечене уз дефект наткожице. Облик, отвора раздерине, зависи и од правца деловања силе, али редовно је неправилног облика,
- Код косог и тангенцијалног дејства механичког оруђа једна страна ране може бити одвојена од подлоге, што говори о правцу дејства силе.
- Код управног дејства на кожу и поткожно ткиво испод којих се непосредно налази кост (предео лобање) настају пукотинасти и звездасти отвори, чије су ивице обично глатке и равне и понекад без нагњечења.

Отвор раздерине је увек у кожи, а простор и дно раздерине су испод коже. Углови ране су обично зацепљени. Зидови простора раздерине су такође нагњечени и прожети крвљу, неретко са „трачицама“ везивног ткива и крвним судовима. Зидови раздерине могу бити около подривен, што је важан знак да је деловало тупо механичко оруђе. Унутрашњост раздерине може бити са детритусом измешаним с крвљу, а могу бити и делићи страних тела утиснути приликом дејства оруђа. Код дубљих раздерина може доћи до оштећења лигамената, капсуле зглобова и других виталних органа (око, гркљан итд) што може имати за последицу поремећај функције појединих делова тела.

## Подврсте рездерине
Прскотина
Посекотина (лат. vulnus caesum) подврста је раздерине, приближно правиланог облика, цепаст или чуњаст, браздаста простор, делимично глатких ивице и страна, па се лако може заменити са секотином. 
Прскотина се разликује од секотина, прво што прскотине настају на оним местима где је кожа затегнута, па под дејством тупине механичког оруђа кожа прска у правцу своје локалне цепљивости, и друго, што прекид ткива испод коже није потпун. 
Прегажење 
Транзиција или прегажење је подврста раздерина која настаје услед наглог напињања коже, код којих раздерине могу имати линеаран облик и ненагњечене ивице. Такве раздерине јављају се у кожи препона, али се услед наглог забацивања главе уназад, при удару возила у пешака од позади могу манифестовати и као раздерине на предњој страни врата; у тим случајевима оне имају линеаран облик и ненагњечене ивице. 
Уједина
Уједна рана (лат. vulnus morsum) подврста је раздерине, настала као последица озлеђивања коже зубима, човека или животиње.

## Компликације и последице
Раздерине теже зарастају и лакше се инфицирају јер широко зјапе и често су са примесама страних тела (која су углавном загађена), те су погодно тло за раразвој бактерија. Након санације раздерина обично заостају неправилни ожиљци. Раздерине могу оставити последице на функцију појединих делова тела због разних контрактура и ожиљака. Ако су локализоване на лицу или другим погледу изложених делова тела могу изазвати и естетску унакаженост.